# Skutterudit
Skutterudit är ett ganska sällsynt mineral bestående av kobolt och arsenik CoAs3 och är uppkallat efter det norska gruvfältet Skuterudseteråsen. Skutterudit kan innehålla varierande mängder av nickel och järn. En varietet med underskott av arsenik kallas smaltit.

## Förekomst
Mineralet upptäcktes 1845 i Skutteruds gruvor Modum i Buskeruds fylke), Norge. Kända fyndigheter finns i Cobalt i Ontario, Kanada, Skutterud, Norge och Franklin (New Jersey) i USA. I Sverige förekommer mineralet i små mängder i Los koboltgruva Hälsingland, Vena gruvfält Närke, Lainejaur Lappland samt Laver och Lindströmsgruvan i Västerbotten.

## Kristallstruktur
Kristallstrukturen hos skutterudit bestämdes 1928 av Ivar Oftedahl till kubisk, med rymdgrupp Im-3 (nummer 204). Enhetscellen består av åtta mindre kuber av koboltatomer. Sex av dessa är fyllda med (nästan) kvadratiska plana ringar av arsenik. Arsenikatomerna bildar oktaedrar med kobolt i mitten.